# Нгарка-Хояха
Нгарка-Хояха (устар. Нгарка-Хо-Яха) — река в России, протекает по Ямало-Ненецкому АО. Устье реки находится в 43 км по левому берегу реки Ярудей. Длина реки составляет 18 км.

## Данные водного реестра
По данным государственного водного реестра России относится к Нижнеобскому бассейновому округу, водохозяйственный участок реки — Надым, речной подбассейн реки — подбассейн отсутствует. Речной бассейн реки — Надым.
Код объекта в государственном водном реестре — 15030000112115300051856.